# 중서부 개발 지구

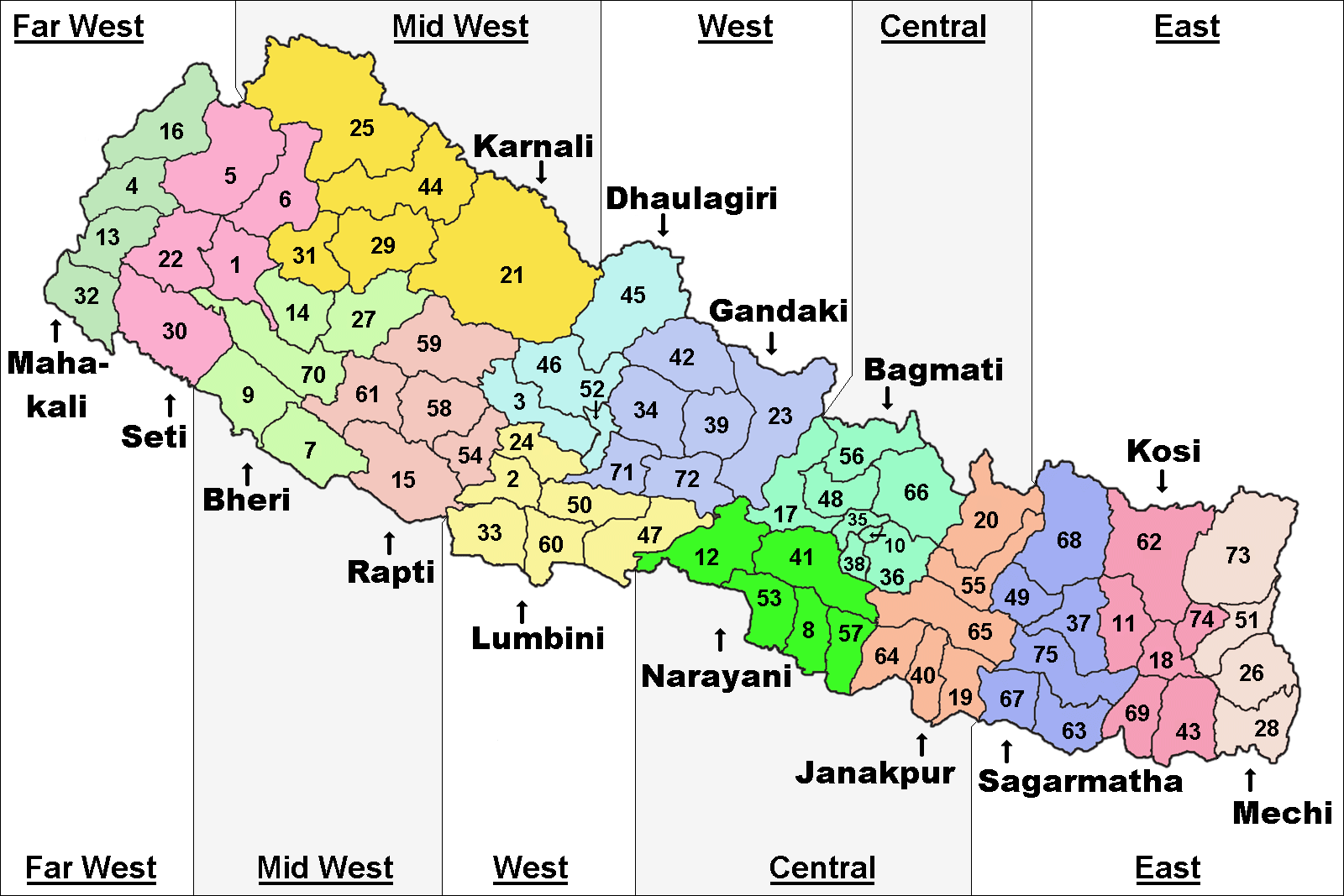
네팔의 개발 지구

중서부 개발 지구(네팔어: पश्चिमाञ्चल विकास क्षेत्र)는 네팔을 구성하는 5개 개발 지구 가운데 하나로 행정 중심지는 비렌드라나가르이며 면적은 42,378km2, 인구는 3,546,682명(2011년 기준)이다. 네팔 중부에 위치하며 3개 구(카르날리 구, 베리 구, 랍티 구)를 관할한다.